# 汝水
汝水是一条古代河流，位于今天河南省中部，属于古代淮河左岸的支流，其主要河道经过元明时期的一系列水利工程，演变为今天的北汝河、沙河、汝河与洪河等一系列河流。汝州、汝南郡、汝姓等都因该河得名。

## 简介
在元朝以前，汝水的干流上游即今沙河支流北汝河、及今漯河市区以上的沙河河道，再由漯河市区南流至今河南省西平县东会潕水（上段即今甘江河，下段为今洪溪河），又南经上蔡西至遂平东会瀙水（今汝河上段），此下即今汝河及新蔡以下的洪河。
汝水的支流主要有右岸的滍水（今沙河上游）、昆水（今灰河）、醴水（今澧河）、潕水、瀙水、溱水（今臻头河）；左岸的濆水（今郾城至商水之间的沙河）、澺水（今上蔡以下的小洪河）等等。

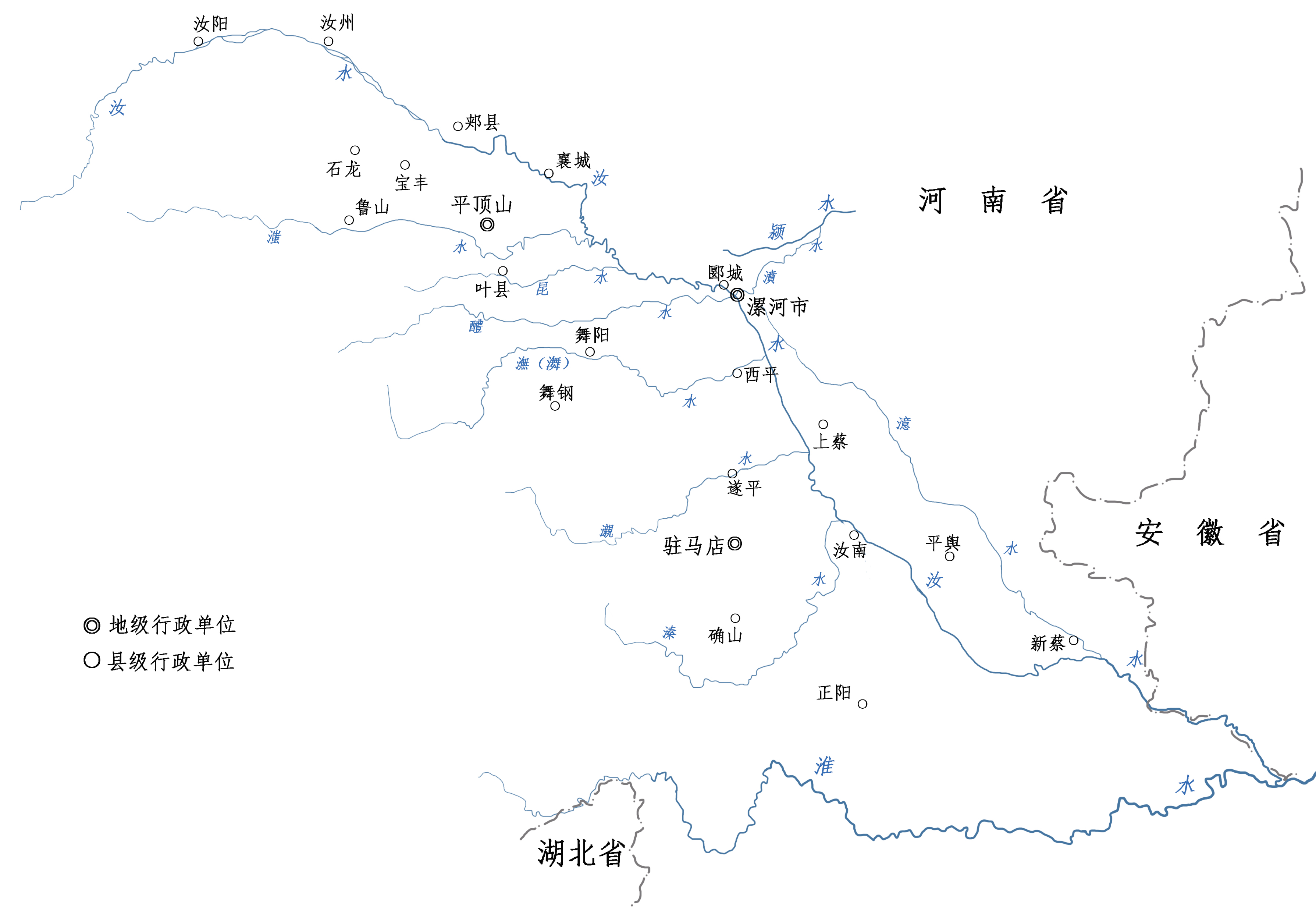
汝水一分为二之前的示意图，河流走向参照《中国河湖大典·淮河卷》，河名为古名，地名为今地名。

## 演变
元朝至正年间，为了解决汝水泛滥为患，在郾城截断汝水，上游遂改道东出濆水（也称大濦水）入颍河，称“北汝”，下游改以潕水为源，名“南汝”。汝水从此一分为二。
明朝嘉靖九年（1530年）西平、遂平间汝水淤断，潕水改道东出澺水（即今上蔡以下的洪河）；而断流后遂平以下的南汝遂以瀙水为源。
到了清朝，因潕水在西平境内本有洪河之称，遂统称潕、澺全流为洪河，瀙水改名南汝河。南汝河至新蔡三汊口（三岔口）与洪河汇流，三岔口以下仍称汝河。
民国时期正式将新蔡以下的汝河改称洪河，南汝河改称汝河，成为洪河一条支流。 
古汝水的右岸支流滍水（今沙河上游）、昆水（今灰河）、醴水（今澧河）在元明以前已截导入颍河，左岸有濆水（今郾城至商水之间的沙河）、澺水（今上蔡以下的小洪河）等。